# Le Phare
Le Phare (рус. Маяк) — третий студийный альбом французского композитора-минималиста Яна Тирсена, вышедший в 1998 году.

## Об альбоме
Le Phare стал настоящим триумфом для «одинокого моряка» из Бретани. Здесь впервые началось сотрудничество Тирсена с известным французским музыкантом Домиником А, чей вокал был записан в песнях Monochrome и Les Bras de Mer. При записи альбома Тирсен использовал как привычные для себя скрипку, аккордеон, мандолину и фортепиано, так и некоторые необычные инструменты, такие как велосипедное колесо, печатная машинка и кастрюли. Треки La Dispute, La Noyee и Sur Le Fil были позднее использованы Жан-Пьером Жене в фильме Амели. L’homme Aux Bras Ballants так же использована в качестве саундтрека к одноименному короткометражному фильму Лорена Горжиара. Отрывок Sur le Fil, исполняемый на скрипке, стал очень популярным на концертах. Экспрессивная манера исполнения Тирсена нередко приводила к повреждению смычка во время игры.

## Список композиций
| №   | Название                            | Длительность |
| --- | ----------------------------------- | ------------ |
| 1.  | «Le Quartier»                       | 2:01         |
| 2.  | «La Rupture (feat. Claire Pichet)»  | 2:49         |
| 3.  | «Monochrome (feat. Доминик А)»      | 3:16         |
| 4.  | «La Dispute»                        | 4:14         |
| 5.  | «L’Arrivée sur l’île»               | 1:03         |
| 6.  | «La Noyée»                          | 2:23         |
| 7.  | «Le Fromveur»                       | 1:20         |
| 8.  | «L’Homme aux bras ballants»         | 5:05         |
| 9.  | «Sur le fil»                        | 7:28         |
| 10. | «Les Jours heureux»                 | 2:10         |
| 11. | «La Crise»                          | 1:37         |
| 12. | «Les Bras de mer (feat. Доминик А)» | 3:10         |
| 13. | «La Chute»                          | 5:48         |
| 14. | «L’Effondrement»                    | 1:32         |

## Участники записи
- Ян Тирсен — скрипка, аккордеон, фортепиано, мандолины (щипковая и смычковая), электрогитара, акустическая гитара, 12-струнная гитара, печатная машинка, сотейники, горшок, там-там, банджо, клавесин, уд, игрушечное пианино, виолончель, вибрафон, мелодика, оркестровые и китайские колокольчики, велосипедное колесо, аккордовый органчик, вокал
- Доминик А — вокал — Monochrome; вокал, фортепиано, гитара — Les Bras de mer
- Пише, Клэр — вокал — La Rupture
- Sacha Toorop — ударные — Le Quartier, La Rupture, Monochrome и Les Bras de mer
- Stephane Kraemer — запись, сведение
- Renaud Monfourny — фотография
- Frank Loriou — иллюстрации